# Cristo Rey Volleyball Club 2019
Questa voce raccoglie le informazioni riguardanti il Cristo Rey Volleyball Club nella stagione 2019.

## Stagione
Il Cristo Rey Volleyball Club partecipa al campionato di Liga de Voleibol Superior classificandosi al secondo posto in regular season: prende quindi parte alle semifinali dei play-off scudetto, venendo eliminato in due gare dal Caribeñas.

## Organigramma societario
Area direttiva
- Presidente: Milagros Cabral
- Team manager: José Ureña

Area tecnica
- Allenatore: Wilson Sánchez
- Assistente allenatore: José Espinal, Víctor Bermúdez

Area sanitaria
- Fisioterapista: Cesar Villalona

## Rosa
| N° | Nome                  | Ruolo | Data di nascita   | Nazionalità sportiva |
| -- | --------------------- | ----- | ----------------- | -------------------- |
| 2  | Alondra Tapia         | C     | 16 gennaio 1992   | Rep. Dominicana      |
| 3  | Yulisbeth Payano      | S     | 25 maggio 1999    | Rep. Dominicana      |
| 4  | Marianne Fersola      | C     | 16 gennaio 1992   | Rep. Dominicana      |
| 6  | Yemarí Reyes          | L     | 23 agosto 1998    | Rep. Dominicana      |
| 7  | Romina Cornelio       | S     | 29 settembre 2002 | Rep. Dominicana      |
| 8  | Esthefany Rabit       | C     | 18 gennaio 2002   | Rep. Dominicana      |
| 9  | Ana Lara              | L     | 8 luglio 1988     | Rep. Dominicana      |
| 10 | Laura Pérez           | C     | 26 ottobre 2000   | Rep. Dominicana      |
| 11 | Marifranchi Rodríguez | C     | 29 agosto 1990    | Rep. Dominicana      |
| 12 | Madeline Guillén      | S     | 4 giugno 2001     | Rep. Dominicana      |
| 13 | Perla Aybar           | S     | 7 novembre 2002   | Rep. Dominicana      |
| 14 | Yokaty Pérez          | P     | 6 agosto 1998     | Rep. Dominicana      |
| 15 | Ana Fabian            | S     | 7 novembre 1988   | Rep. Dominicana      |
| 16 | Chantal Paniagua      | S     | 15 gennaio 2001   | Rep. Dominicana      |
| 17 | Gina Mambrú           | O     | 21 gennaio 1986   | Rep. Dominicana      |
| 19 | Darlenys Olivo        | S     | 28 aprile 2004    | Rep. Dominicana      |
| 20 | Carleiny Morillo      | P     | 4 ottobre 2004    | Rep. Dominicana      |
| 24 | Loren Matos           | O     | 22 marzo 2002     | Rep. Dominicana      |

## Mercato
| Acquisti | Acquisti         | Acquisti  | Acquisti   |
| R.       | Nome             | da        | Modalità   |
| -------- | ---------------- | --------- | ---------- |
| C        | Alondra Tapia    | ?         | definitivo |
| L        | Yemarí Reyes     | Caribeñas | definitivo |
| L        | Ana Lara         | -         | definitivo |
| C        | Laura Pérez      | ?         | definitivo |
| O        | Gina Mambrú      | Caribeñas | definitivo |
| S        | Darlenys Olivo   | ?         | definitivo |
| P        | Carleiny Morillo | ?         | definitivo |
| O        | Loren Matos      | ?         | definitivo |

| Cessioni | Cessioni         | Cessioni  | Cessioni   |
| R.       | Nome             | a         | Modalità   |
| -------- | ---------------- | --------- | ---------- |
| O        | Erika Asencio    | -         | definitivo |
| L        | Maria Jorge      | -         | definitivo |
| L        | Brenda Castillo  | -         | ritirata   |
| S        | Alondra Reyes    | Caribeñas | definitivo |
| P        | Juana González   | -         | ritirata   |
| C        | Brenda Rodríguez | Caribeñas | definitivo |
| O        | Gaila González   | Aydın BB  | definitivo |

## Statistiche

### Statistiche di squadra
| Competizione | Punti | In casa | In casa | In casa | In trasferta | In trasferta | In trasferta | Totale | Totale | Totale |
| Competizione | Punti | G       | V       | P       | G            | V            | P            | G      | V      | P      |
| ------------ | ----- | ------- | ------- | ------- | ------------ | ------------ | ------------ | ------ | ------ | ------ |
| LVS          | 24    | 0       | 0       | 0       | 0            | 0            | 0            | 11     | 5      | 6      |
| Totale       | -     | 0       | 0       | 0       | 0            | 0            | 0            | 11     | 5      | 6      |

G = partite giocate; V = partite vinte; P = partite perse